# Simulium versicolor
Simulium versicolor es una especie de insecto del género Simulium, familia Simuliidae, orden Diptera.

## Distribución
Se distribuye por Venezuela.

## Taxonomía
Fue descrita científicamente por Lutz & Nunes Tovar, 1928.